# التفاوت العمري في العلاقات الجنسية
تطوَّرت عددٌ من المفاهيم المتعلّقة بالتفاوت العمري في العلاقات الجنسية – بما في ذلك تعريفُ «التفاوت العمري» نفسه – بمرور الوقت كما صارت هذه التعاريف مختلفة بين المجتمعات نفسها. يُمكن أن تنبع الاختلافات في التفضيلات العمريّة للشريك/ة من عدّة عوامل بينها أدوار الجنسين في المجتمَع مثلًا. هناك أيضًا نظرياتٌ اجتماعيّة حول الفروق العمرية في العلاقات مع شرحٍ أو تفسيرٍ للأسباب المُحتمَلة. إنَّ ما يُعرف بالتفاوتِ أو التباينِ العُمري في العلاقات وخاصّة العاطفيّة منها (أو الجنسيّة) كان حاضرًا على مرِّ التاريخ، وقد نُظِرَ في هذا الموضوع بمجموعة واسعة من الآراء والتفسيرات والتحليلات التي تعتمدُ في معظمها على معايير اجتماعيّة وثقافيّة وحتى نُظم قانونيّة وغير ذلك.

## إحصائيات
| الفارق العُمري                           | النسبة المئويّة |
| --------------------------------------- | -------------- |
| الزوج أكبرُ من الزوجة بـ 20 سنة وما فوق  | 1٫0            |
| الزوج أكبرُ من الزوجة بـ 15 إلى 19 سنة   | 1٫6            |
| الزوج أكبر من الزوجة بـ 10 إلى 14 سنة   | 5٫0            |
| الزوج أكبرُ من الزوجة بـ 6 حتى 9 سنوات   | 11٫2           |
| الزوج أكبرُ من الزوجة بـ 4 إلى 5 سنوات   | 12٫8           |
| الزوج أكبرُ من الزوجة بسنتين إلى 3 سنوات | 19٫6           |
| الفرقُ بين الزوجين ما بين سنة وسنتين     | 33٫9           |
| الزوجة أكبرُ من الزوج بسنتين إلى 3 سنوات | 6٫9            |
| الزوجة أكبرُ من الزوج بـ 4 إلى 5 سنوات   | 3٫4            |
| الزوجة أكبرُ من الزوج بـ 6 إلى 9 سنوات   | 2٫8            |
| الزوجة أكبرُ من الزوج بـ 10 إلى 14 سنة   | 1٫0            |
| الزوجة أكبرُ من الزوج بـ 15 إلى 19 سنة   | 0٫3            |
| الزوجة أكبرُ من الزوج بـ 20 سنة فما فوق  | 0٫4            |

لُوحظَ في أغلبِ الثقافات على اختلافها بحث الرجال الأكبر سنًا والنساء الأصغر سنًا عن بعضهم البعض من أجل العلاقات الجنسيّة أو الزوجية. لُوحظَ أيضًا مواعدة النساء الأكبر سنًا لرجالٍ أصغرَ منهنّ سنًا في بعض الأحيان، وفي كلتا الحالتين غالبًا ما تكون الثروة والجاذبية الجسدية ذات صلة أو أحد المُسبِّبَات. نظرًا لأنّ معظم الرجال يهتمونَ بالنساء في العشرينيات من العمر، فإنَّ الشباب عمومًا يهتمون – من الناحيّة الجنسيّة – بالنساء الأكبر منهم سنًا إلى حدٍ ما. يُظهر الرجال الأكبر سنًا أيضًا اهتمامًا بالنساء في سنّهم، ومع ذلك تُشير الأبحاث إلى أنّ أنماط العلاقات – من الناحيّة العُمريّة – تتأثر بتفضيلات النساء أكثر من الرجال.
يتزوجُ معظم الرجال من نساء أصغرَ منهم سنًا، لكنّ الفارق يختلفُ نوعًا ما من دولة (أو ثقافةٍ) لأخرى فالفرقُ في إسبانيا مثلًا يتراوحُ بين سنتين إلى ثلاث سنوات، ونفس الشيء في المملكة المتحدة حيثُ يصل الفرق في المتوسّط إلى حوالي ثلاث سنوات، بينما يصلُ في الولايات المتحدة إلى سنتين ونصف. إنّ النتائج في كل من إسبانيا والمملكة المتحدة والولايات المتحدة تنطبقُ تقريبًا على بقيّة دول العالم باستثناء بعض الدول في القارة الأفريقيّة حيثُ الفجوة أكبر. على الجانبِ المُقابل فإنّ عدد النساء المتزوجات من رجال أصغر منهنَّ سنًا آخذٌ في الازدياد، حيث خلصت دراسةٌ أصدرها مكتب الإحصاءات الوطنيّة في المملكة المتحدة عام 2003 إلى أنّ نسبة النساء في إنجلترا وويلز اللائي يتزوجن من رجال أصغر منهنَّ سنًا ارتفعت من 15% إلى 26% بين عامي 1963 و1998، كما أظهرت دراسةٌ أخرى ارتفاع معدل الطلاق في العلاقات الزوجيّة التي يكون فيها الزوجُ أكبر سنًا بشكل ملحوظ من زوجته والعكسُ صحيح أيضًا، لكنّ دراسة أخرى أُجريت عام 2008 خلصت إلى أن الاختلاف في نسب الطلاق بحسبِ عُمر الزوجينِ ليس كبيرًا.
أكملَ الباحث مايكل دن من جامعة ويلز في كارديف في آب/أغسطس 2010 دراستهُ حول «التفاوت العمري في المواعدة»، وخلص إلى أنّه وعبرَ مختلفِ الثقافات هناك «تفضيلٌ ثابتٌ» لدى النساء للرجال من نفس عمرهنّ أو أكبر منهنّ بقليل. أفادت دراسةٌ قامت بها الرابطة الأمريكية للمتقاعدين التي تُعرف اختصارًا باسمِ «AARP» عام 2003 أن 34% من النساء فوق 39 عامًا كنَّ يواعدنَ رجالًا أصغر سنًا. وجدت دراسةٌ أخرى أجريت عام 2011 أن زواج الرجال الأصغر سنًا من النساء يرتبطُ بطريقةٍ ما مع انخفاض طول عمر الزوجة، على الرغم من أنّ المتزوجات والمتزوجون عمومًا لا يزالُ لديهم عمرٌ أطول مقارنةُ بالعزّاب.

## أسباب التفاوت في العمر
هناك أسبابٌ معقَّدةٌ ومتنوعةٌ تدفعُ الشخص إلى الدخول في علاقة عاطفيّة مع شريكٍ أكبر أو أصغر منه سنًا بشكلٍ ملحوظ، وقد أظهرَت مقالَة بحثيّة مفصَّلة في مجلّة نظريّة الأسرة (بالإنجليزية: the Journal of Family Theory and Review)‏ الاختلافات الشاسعة في مسألة هذه الفروق العمريّة. عادةً ما تُركّز التفسيرات التي تُطرَح عند دراسة أو معالجة قضيّة مثل قضيّة التفاوت العمري في العلاقات العاطفيّة على نظريّة الاختيار العقلاني أو تحليل الاتجاهات الديموغرافيّة في المجتمع. على الجانبِ الأول فإنّ نموذج الاختيار العقلاني (أو نظريّة الاختيار العقلاني) يُشير إلى أنّ الناس يبحثون عن شركاء يُمكنهم إعالتهم ومساعدتهم في حياتهم، وبما أنَّ الرجال يكسبون عادةً مالًا أكثر مع تقدمهم في السن، فإنّ النساء تُفضّل الرجال الأكبر سنًا، ويتضاءلُ هذا العامل مع دخول المزيد من النساء سوق العَمل. على الجانبِ الثاني فإنّ الاتجاهات الديموغرافية تهتمُّ أكثر بنسبة الجنس في المجتمع وقضايا أخرى من قَبيل ضغط الزواج  والهجرة.
هناك تفسيرٌ آخر للتفاوت العمري في العلاقات العاطفيّة ويتعلَّق بالقيم الثقافية، فكلما زادت قيمة إنجاب الأطفال لدى الشخص الراغبِ في تكوين علاقة، زادت الفجوة العمريّة معَ شريكته. مع ذلك فقد وجدَ باحثون كنديون في دراسة بحثيّة منفصلة أنّ الأزواج الذين بينهم فجوة عمريّة ملحوظة أقلُّ عرضةً لإنجاب الأطفال من الأزواج الذين هم في سنّ مماثلة تقريبًا. لا يقتصرُ تفسير أسباب التفاوت في العُمر على هذه العوامل فحسب فهناك عوامل أخرى تؤثّر بطريقةٍ أو بأخرى مثلَ التغيّرات التي تحصلُ في المجتمعات فقد صارَ شائعًا في بعض الدول تأخّر الرجل في الزواج وعليه فربما يكون بينه وبين شريكته فارقٌ عُمري كما أنّ الانفصال والزواج أو الارتباط ثانيّة والذي صارَ شائعًا أيضًا في عددٍ من الدول أحد العوامل المُفسّرة لهذه الظاهرة.
لُوحظَ في دراسةٍ أجرتها جامعة براون أنّ ما يُعرَف بالهيكل الاجتماعي للبلد يُحدّد فارق السن بين الزوجين أكثر من أيّ عاملٍ آخر. إنَّ أحد العوامل التي تلعبُ دورًا في الفوارق العمريّة في بعض الثقافات هو الاختلاف الملحوظ بين الناس من مختلف الفئات العمرية، وقد يكون هذا الاختلافُ جنسيًا أو ماليًا أو اجتماعيًا وغير ذلك. قد تؤدي الأدوار الجندريّة (أدوار الجِنْسَيْنِ) إلى زيادة تعقيد هذا الأمر، كما أنَّ المجتمع الذي يختلفُ اختلافًا ملحوظًا في توزيعِ الثروة بين كبار السنّ والشباب قد يؤثّر على ديناميكيات العلاقات العاطفيّة.
غالبًا ما تُصوّر وسائل الإعلام موضوعَ مواعدة النساء الأكبر سنًا لرجال أصغر منهنَّ سنًا بشكلٍ ملحوظٍ على أنّه حدثٌ واسع الانتشار وراسخٌ في الثقافة الغربية الحديثة، لكنَّ دراسة أكاديمية واحدة على الأقل وجدت أنّ انتشار هذا المفهوم كما يُصوَّر هو محض «أسطورة» (بالإنجليزية: Myth)‏. لقد خلصت الدراسة النفسيّة البريطانيّة المعنيّة التي نُشرت في مجلّة التطور والسلوك البشري عام 2010 إلى أنّ الرجال والنساء بشكلٍ عام استمروا في اتباع الأدوار التقليدية للجنسين عند البحثِ عن رفقاء أو شُركاء، ووجدت الدراسة – التي دعمتها دراسات أكاديمية أخرى – أنّ معظم الرجال يُفضّلون النساء الأصغر سنًا، بينما تُفضّل معظم النساء الرجال الناجحين الذي في مثل عمرهنّ أو أكبر. وجدت الدراسة حالات قليلة جدًا من نساء أكبر سنًا يُلاحقنَ رجال أصغر سنًا والعكس صحيح. مع ذلك فقد انتُقدت هذه الدراسة لقَصْر نتائجها على قضيّة أو موضوع المواعدة عبر الإنترنت، ولاستثناء الولايات المتحدة من الدراسة. 

## المنظور التطوّري

### النهج التطوري
يُحاول النهج التطوري القائم على نظريات تشارلز داروين تفسير التباين العمري في العلاقات العاطفيّة (أو الجنسيّة) من حيث الانتقاء الطبيعي و‌الانتقاء الجنسي. حدَّد داروين ضمنَ الانتقاء الجنسي آليتان تُعتبران عاملان مهمّان في تطوّر الفروق الجنسية (مثنوية الشكل الجنسية) وهما: الاختيار بين الجنسين الذي يتضمَّن التنافس مع أولئك من نفس الجنس على الوصول إلى الأزواج، والاختيار ثنائي الجنس وهو الاختيار التمييزي لشركاء التزاوج بغض النظرِ عن المنافَسة. تُقدّم نظرية تاريخ الحياة (التي تتضمَّنُ نظريّة الاستثمار الأبوي) شرحًا للآليات والاستراتيجيات المذكورة أعلاه والتي يتبنَّاها الأفراد في اختيارِ شركائهم مما يُؤدّي إلى التفاوت العُمري في العلاقات. تفترضُ نظرية تاريخ الحياة أنه يتعيّن على الأفراد تقسيم الطاقة والموارد بين الأنشطة (حيث لا يُمكن استخدام الطاقة والموارد المخصَّصة لمهمة معيّنة في مهمّة أخرى) وهذا يتشكَّلُ من خلال الانتقاء الطبيعي.
تُشير نظرية الاستثمار الأبوي إلى القيمة التي يتمُّ وضعها على رفيقٍ محتملٍ بناءً على إمكانات الإنجاب والاستثمار الإنجابي. تتنبأ النظرية بأنَّ اختيارات الشريك المفضَّلة قد تطوَّرت للتركيز على إمكانات الإنجاب والاستثمار الإنجابي لأفراد من الجنس الآخر. تتنبأُ هذه النظرية أيضًا بالاختيار بين الجنسين واختيار ثنائي الجنس بسبب الاختلافات في موضوعِ الاستثمار الأبوي فعادةً ما تكون هناك منافسة بين أعضاء الجنس الأقلّ استثمارًا (الذكور عمومًا) على الاستثمار الأبوي في الجنس الأعلى استثمارًا (الإناث عمومًا) الذين هنَّ أكثر انتقائيّة في اختيار الشريك، ومع ذلك فإنّ الذكور في الجنس البشري يمليونَ إلى زيادة الاستثمار الأبوي مقارنةً بالذكور في باقي الأجناس أو الثدييات. يُمكن استخلاص أنّ نظرية الاستثمار الأبوي تعني في الجنس البشري منافَسة كلا الجنسين (وليس الجنس الذكري فحسب كما هو في عالِم الحيوانات مثلًا)، وأن يكون الجنسان (الذكر والأنثى) انتقائيان في اختيارات الشريك. تشرحُ هاتان النظريتان سبب تصرّفات الانتقاء الطبيعي والجنسي بشكلٍ مختلفٍ قليلًا بين الجنسين بحيث يُظهران تفضيلاتٍ مختلفة، فعلى سبيل المثال لا الحصر قد تكون التفضيلات العمرية المختلفة نتيجةً للاختلافات بين الجنسين في قيم الشريك المُخصَّصة للجنس الآخر في تلك الأعمار.
بحثت دراسةٌ أجراها عالِم النفس التطوّري الأمريكي ديفيد بوس في موضوعِ «الفروق بين الجنسين في تفضيلات الشريك» في 37 ثقافة حيثُ شاركَ في هذه الدراسة البحثيّة ما مجموعهُ 10047 مشاركًا. وجدت الدراسة في جميع الثقافات الـ 37 أنّ الذكور يفضلون الارتباط بالإناث الأصغر منهم فيما سنًا تُفضّل الإناث الذكور الأكبر منهنّ سنًا. لقد تمّ تأكيدُ هذه التفضيلات العمريّة فعلًا حيثُ لاحظَ العالِم الأمريكي في سجّلات الزواج ارتباطَ الذكور بالإناث الأصغر منهم سنًا والعكس صحيح. دعمت دراسةٌ أحدث أجراها شوارتز وهاسبراك نتائج دراسة ديفيد بوس، حيثُ شاركَ في هذه الدراسة الأحدث ما مجموعهُ 21245 مشاركًا تتراوحُ أعمارهم بين 18 و65 عامًا ممن لم يدخلوا في علاقة مغلَقة أو وثيقة. بالإضافة إلى طرح عددٍ من الأسئلة على المشاركين حول معايير اختيار الشريك، فقد كان عليهم أيضًا الإجابةُ على الشريك الأكبر والأصغر سنًا الذي يُمكن الارتباط به. وجدت الدراسة أنّ الذكور كانوا على استعدادٍ لقبول الإناث الأكبر منهم سنًا بقليل (+ 4 سنوات ونصف في المتوسّط)، لكنهم قبلوا الارتباط بإناثٍ أصغر سنًا منهم بكثير (- 10 سنوات في المتوسّط). أظهرت الإناثُ نمطًا تكميليًا حسبَ نتائج الدراسة، حيثُ كنَّ على استعدادٍ لقبول الذكور الأكبر منهنّ سنًا (+ 8 سنوات في المتوسّط) كما كُنَّ على استعدادٍ لقبول الذكور الأصغر منهنّ سنًا (- 5 سنوات في المتوسّط). تختلفُ هذه النتائجُ إلى حدٍ ما عن أقربائنا التطوريين وهم الشمبانزي، حيث يَميل ذكور الشمبانزي إلى تفضيل الإناث الأكبر سنًا من الأصغر، ويُقتَرح أنّ الإشارات المحدِّدة لاختيار الارتباط بالأنثى من عدمه (أي الارتباط) تختلفُ كثيرًا عن البشر.

### تفضيل الذكور للإناث الأصغر سنًا
عزا بوس تفضيل الذكور للإناث الأصغر سنًا إلى إشاراتٍ أو خصائص يُفضّلها الشباب على غِرار الحيويّة والجاذبية الجسديّة الظاهِرة التي يقدرها الذكور أكثر مقارنةً بالإناث وهي كلّها إشاراتٌ للخصوبة والقدرة الإنجابيّة العالية. ذكر بوس أنَّ التفضيل العمري الذكري للإناث الأصغر سنًا والمحدَّد في حوالي 25 عامًا يعني أن «الخصوبة» كانت سببًا نهائيًا أقوى في تفضيلِ الشريكة من «القيمة الإنجابيّة» حيث أشارت البيانات إلى أنّ الخصوبة تبلغ ذروتها عند الإناث في منتصف العشرينات تقريبًا. يُحكم على الإناث اللواتي يعرضنَ هذه الإشارات من منظور نظرية تاريخ الحياة على أنهنَّ أكثر قدرةً على الاستثمار الإنجابي. إنّ فكرة بوس التي خلص لها في دراسته والقائلة بأنّ سبب الفروق العمريّة في العلاقات هو ذروة الخصوبة قد دُعمَت من طرفِ دراساتٍ أخرى قامَ بها عُلماء آخرون وهم كينريك وكيفي وغابريليديس وكورنيليوس والتي وجدت أيضًا أنّ المراهقين سيقبلون شريكةً أصغر قليلًا منهم، لكنّهم قد يُفضّلون في نفسِ الوقت شريكات أكبر منهم بقليل من الناحيّة العُمريّة. ذكر المراهقون أيضًا في أغلبِ الدراسات الأربع أنّ «شريكاتهم المثاليّات» قد يكونون أكبر بعدة سنوات مما هم عليه.
يؤكد بوس وشميت  أنه على الرغم من أن علاقات التزاوج طويلة الأمد شائعةٌ بين البشر، إلا أنّ هناك علاقات تزاوج قصيرة أيضًا. قدَّمَ بوس وشميت نظرية الاستراتيجيات الجنسية التي تصفُ الجنسين على أنهما طوَّرا آليات نفسية متميّزة تكمن وراء استراتيجيات التزاوج قصير وطويل الأمد. هذه النظرية ذات صلة مباشرة ومتوافقة مع النظيرتين المذكورتين بالفعل: تاريخ الحياة و‌الاستثمار الأبوي. يميلُ الذكور إلى التزاوج قصير المدى، حيثُ يظهرون رغبةً أكبر في التزاوج على المدى القصير أكثر من النساء، كما يُفضّلون عددًا أكبر من الشريكات، ويستغرقون وقتًا أقل للموافقة على اتصال جنسي ما، ويبدو أنّ هذا الميلان يحلُّ أو يُفسّر عددًا من سلوكيات التكيّف بما في ذلك استخدام مواردٍ أقل للوصول إلى شريكة. على الرغم من وجود عددٍ من المزايا الإنجابية للتزاوج على المدى القصير للذكور، إلا أنهم يقبلون الدخول في علاقات طويلة الأمد، ويرجعُ ذلك إلى إمكانية الاستفادة من الموارد الإنجابيّة للأنثى. تماشيًا معَ النتائج فإنّ الذكور وسواءً دخلوا في علاقة قصيرة أو طويلة الأمد إلّا أنَّ تفضيلهم الإناث الأصغر سنًا مشتَرك وهو ما تعزوو الدراسة إلى «قيمة الإنجاب».

### تفضيل الإناث للذكور الأكبر سنًا
| المنطقة              | متوسّط الفرق |
| -------------------- | ----------- |
| أفريقيا الشرقيّة      | 4.3         |
| أفريقيا الوسطى       | 6.0         |
| أفريقيا الشماليّة     | 4.5         |
| أفريقيا الغربيّة      | 6.6         |
| آسيا الشرقيّة         | 2.4         |
| آسيا الجنوب وسطيّة    | 3.7         |
| آسيا الجنوب شرقيّة    | 2.4         |
| آسيا الغربيّة         | 3.5         |
| أوروبا الشرقية       | 3.1         |
| أوروبا الشماليّة      | 2.3         |
| أوروبا الجنوببّة      | 3.3         |
| أوروبا الغربيّة       | 2.7         |
| منطقة البحر الكاريبي | 2.9         |
| أمريكا الوسطى        | 2.5         |
| أمريكا الجنوبيّة      | 2.9         |
| أمريكا الشماليّة      | 2.3         |
| أستراليا/نيوزيلندا   | 2.2         |

نظرًا لأنّ الإناث هنَّ الجنس الأكثر استثمارًا، فهنَّ يملنَ لأن يكنَّ أكثر تطلبًا قليلاً عند اختيار الشريك (كما تنبأت بهِ نظرية الاستثمار الأبوي)، كما أنهنَّ يملنَ أيضًا للقيام بمهمة أكثر صعوبة تتمثل في تقييم القيمة الإنجابية للذكور بدقة بناءً على المظهر الجسدي، وتميل النساء إلى أن يكون للعمر قيود أقلّ فيما يخصُّ تقييم الموارد الإنجابية للذكور. أرجعَ بوس تفضيل الإناث للذكور الأكبر سنًا لما يُظهروه من خصائص عاليّة على غِرار وفرة الموارِد والحالة الاجتماعيّة. تميلُ الإناث إلى التزاوج طويل الأمد بسبب التكاليف التي يُمكن تكبّدها من التزاوج قصير الأمد، وعلى الرغمِ من أن بعض هذه التكاليف ستكون هي نفسها بالنسبة للذكور والإناث (خطر الإصابة بالأمراض المنقولة عن طريق الاتصال الجنسي وإضعاف قيمة الشريك على المدى الطويل مثلًا)، فإنّ التكاليف بالنسبة للنساء ستكون أكثر حدّة.
تميلُ الإناث في الارتباط (أو حتى الزواج في بعضِ الحالات) قصير المدى إلى تفضيل الذكور الذين يُظهرون جاذبية جسدية، لأنَّ هذا يّعرضُ إشاراتٍ إلى قضيّة «الجينات الجيّدة»، التي ترتبطُ عادةً بالذكور الأكبر سنًا مقارنةً بالشبابِ ممن هم في بدايةِ مسيرتهم المهنيّة والحياتيّة بصفة عامّة، وجدَ بوس وشميت هذه التفضيلات التي لدى الإناث في العلاقات قصيرة المدى هي نفسها التي لديهنّ في العلاقات طويل المدى وهو ما يدعمُ فكرة أن الإناث – في العلاقات طويلة الأمد – يُفضّلن الرجال ذوي القدرات والموارد العاليّة وهي القدرات المتوفّرة بنسبة أكبر في الرجال الأكبر سنًا.

## الاختلافات بين الثقافات
لقد أيّدت الأبحاث في أغلب الثقافات المعلومة السائدة بأنّ الرجال يُفضّلون الارتباط بنساءٍ أصغر منهم سنًا، فيما تُفضّل الإناث الرجال الأكبر سنًا. قاست دراسة غطَّت ما مجموعهُ 37 دولة (وبالتالي 37 ثقافة مختلفة) التفضيلات العُمريّة في مسألة الارتباط أو الزواج، وجاءت نتائجُ هذه الدراسة داعمةً للنظريّة القائلة بأن الرجال يُفضّلون الزواج بنساءٍ قريباتٍ من العمر الذي تكون فيه الخصوبة في أعلى مستوياتها (24 – 25 سنة). عند تحليل النتائج بشكل أكبر – ورغمَ اختلاف الدول والثقافات – فإنّ متوسط العمر الذي تُفضّله الإناث للزواج هو 25.4 سنة، وتُفضّلنَ شريكًا أو رفيقًا أكبر منهنّ بـ 3.4 سنة، وبالتالي فإن رفيقهنّ المفضل سيكون عمره 28.8 سنة. يُفضّل الرجال في المُقابل الزواج عندما يبلغون من العمر 27.5 سنة في المتوسّط، ويُفضّلون أن يكون عمر الشريكة أو الرفيقة أصغر منهم بمقدار 2.7 سنة، مما يجعل عمر الشريكة المفضَّل لدى الرجال موضوع هذه الدراسة البحثيّة هو 24.8 سنة. تُظهر نتائج الدراسة أنّ العمر المفضَّل للإناث للزواج هو 24.8 سنة وهو رقمٌ قريبٌ من متوسّط العمر الفعلي لزواج الإناث الذي يبلغُ 25.3 سنة، ونفس الشيء بالنسبة للرجال فعمرهم المفضّل للزواج بحسبِ الدراسة هو 27.5 سنة بينما الرقم الفعلي هو 28.2 سنة. إنّ لتفضيلات الفروق العمريّة في الزواج علاقةٌ بالخصوبة عدى عن تفسيرات (أو مسبِّبَات) أخرى مُقترحة على غِرار التنشئة الاجتماعية، والاختلافات الاقتصادية بين الجنسين.